# Detroit Grand Prix 2025
Der Detroit Grand Prix (offiziell Chevrolet Detroit Grand Prix) auf dem Detroit Street Circuit fand am 1. Juni 2025 statt und ging über eine Distanz von 100 Runden à 2,647 km. Es war der siebte Lauf zur IndyCar Series 2025.

## Bericht
Vom dritten Startplatz aus ins Rennen gegangen fiel Andretti Global Fahrer Kyle Kirkwood auf den vierten Rang zurück nach dem Start. Polesitter und Teamkollege Colton Herta sowie David Malukas (A. J. Foyt Racing) blieben nach der ersten Runde vorne.
Der Führende in der Fahrer-Meisterschaft Alex Palou (Chip Ganassi Racing) schied zum ersten Mal in dieser Saison aus. Bei einem Restart nach einer Gelbphase schob ihn Malukas leicht an von hinten, Palou konnte das Auto nicht mehr halten und rutschte in einen Reifenstapel. Malukas musste zur Strafe eine Zusatzschlaufe durch die Boxenstrasse auf sich nehmen.
Nach einem schweren Unfall von Louis Foster (RLL) wegen eines Aufhängungsbruchs, kamen die roten Flaggen heraus. Bei diesem Unfall schoss Foster Felix Rosenqvist (Meyer Shank Racing) ab und beide landeten unsanft in den Reifenstapeln. Rosenqvist verletzte sich leicht am Bein und musste sich im Spital untersuchen lassen.
Mit zeitlich gut angelegten und schnell ausgeführten Boxenstopps konnte Kirkwood den Rückstand gut machen und in der zweiten Hälfte des Rennens fuhr er an der Spitze der Konkurrenz davon. Selbst ein angeknackster Frontspoiler nach einem Kampf mit Kyffin Simpson (Chip Ganassi Racing) konnte Kirkwood nicht bremsen. Er gewann vor Santino Ferrucci (A. J. Foyt Racing) und Herta komplettierte das Siegerpodest.
Nach dem Detroit Grand Prix führte Palou die Fahrer-Meisterschaft weiterhin an mit 311 Punkten vor Pato O’Ward (Arrow McLaren) mit 221 und Kirkwood mit 209 Punkten.

## Zeitplan
| Datum      | Tag     | Zeit (MESZ) | Zeit (LT) | Session           |
| ---------- | ------- | ----------- | --------- | ----------------- |
| 30.05.2025 | Freitag | 21:00       | 15:00     | Freies Training 1 |
|            |         |             |           |                   |
| 31.05.2025 | Samstag | 15:00       | 09:00     | Freies Training 2 |
| 31.05.2025 | Samstag | 18:00       | 12:00     | Qualifikation     |
|            |         |             |           |                   |
| 01.06.2025 | Sonntag | 15:30       | 09:30     | Warm-Up           |
| 01.06.2025 | Sonntag | 18:45       | 12:45     | Rennen            |

## Meldeliste
| Nr. | Fahrer              | Teams                            | Motor     |
| --- | ------------------- | -------------------------------- | --------- |
| 14  | Santino Ferrucci    | A. J. Foyt Racing                | Chevrolet |
| 41  | David Malukas       | A. J. Foyt Racing                | Chevrolet |
| 26  | Colton Herta        | Andretti Global / Curb-Agajanian | Honda     |
| 27  | Kyle Kirkwood       | Andretti Global                  | Honda     |
| 28  | Marcus Ericsson     | Andretti Global                  | Honda     |
| 5   | Pato O’Ward         | Arrow McLaren                    | Chevrolet |
| 6   | Nolan Siegel        | Arrow McLaren                    | Chevrolet |
| 7   | Christian Lundgaard | Arrow McLaren                    | Chevrolet |
| 8   | Kyffin Simpson      | Chip Ganassi Racing              | Honda     |
| 9   | Scott Dixon         | Chip Ganassi Racing              | Honda     |
| 10  | Alex Palou          | Chip Ganassi Racing              | Honda     |
| 18  | Rinus VeeKay        | Dale Coyne Racing                | Honda     |
| 51  | Jacob Abel          | Dale Coyne Racing                | Honda     |
| 20  | Alexander Rossi     | Ed Carpenter Racing              | Chevrolet |
| 21  | Christian Rasmussen | Ed Carpenter Racing              | Chevrolet |
| 77  | Conor Daly          | Juncos Hollinger Racing          | Chevrolet |
| 78  | Sting Ray Robb      | Juncos Hollinger Racing          | Chevrolet |
| 60  | Felix Rosenqvist    | Meyer Shank Racing               | Honda     |
| 66  | Marcus Armstrong    | Meyer Shank Racing               | Honda     |
| 83  | Robert Shwartzman   | Prema Racing                     | Chevrolet |
| 90  | Callum Ilott        | Prema Racing                     | Chevrolet |
| 15  | Graham Rahal        | Rahal Letterman Lanigan Racing   | Honda     |
| 30  | Devlin DeFrancesco  | Rahal Letterman Lanigan Racing   | Honda     |
| 45  | Louis Foster        | Rahal Letterman Lanigan Racing   | Honda     |
| 2   | Josef Newgarden     | Team Penske                      | Chevrolet |
| 3   | Scott McLaughlin    | Team Penske                      | Chevrolet |
| 12  | Will Power          | Team Penske                      | Chevrolet |

## Klassifikationen

### Freies Training 1
| Pos. | Nr. | Fahrer           | Team            | Motor     | Zeit     |
| ---- | --- | ---------------- | --------------- | --------- | -------- |
| 1    | 27  | Kyle Kirkwood    | Andretti Global | Honda     | 1:01.750 |
| 2    | 3   | Scott McLaughlin | Team Penske     | Chevrolet | 1:02.030 |
| 3    | 12  | Will Power       | Team Penske     | Chevrolet | 1:02.386 |

### Freies Training 2
| Pos. | Nr. | Fahrer           | Team            | Motor     | Zeit     |
| ---- | --- | ---------------- | --------------- | --------- | -------- |
| 1    | 26  | Colton Herta     | Andretti Global | Honda     | 1:01.782 |
| 2    | 3   | Scott McLaughlin | Team Penske     | Chevrolet | 1:01.899 |
| 3    | 27  | Kyle Kirkwood    | Andretti Global | Honda     | 1:01.942 |

### Qualifying
Fahrzeit RUNDE1 / GRUPPE1 und RUNDE1 / GRUPPE2: je 10 Min.
Fahrzeit SCHNELLSTEN ZWÖLF (aus GRUPPE1 UND GRUPPE2): 10 Min.
Fahrzeit SCHNELLSTEN SECHS (aus SCHNELLSTEN ZWÖLF): 6 Min.
| Pos. | Nr. | Fahrer              | Team                    | Motor     | Rundenzeit | Ø mph  | Session              |
| ---- | --- | ------------------- | ----------------------- | --------- | ---------- | ------ | -------------------- |
| 1    | 26  | Colton Herta        | Andretti Global         | Honda     | 1:00.4779  | 97,920 | SCHNELLSTEN SECHS    |
| 2    | 4   | David Malukas       | A.J. Foyt Racing        | Chevrolet | 1:00.6492  | 97,643 | SCHNELLSTEN SECHS    |
| 3    | 27  | Kyle Kirkwood       | Andretti Global         | Honda     | 1:00.7312  | 97,512 | SCHNELLSTEN SECHS    |
| 4    | 7   | Christian Lundgaard | Arrow McLaren           | Chevrolet | 1:00.8938  | 97,251 | SCHNELLSTEN SECHS    |
| 5    | 15  | Graham Rahal        | RLL                     | Honda     | 1:01.0651  | 96,978 | SCHNELLSTEN SECHS    |
| 6    | 10  | Alex Palou          | Chip Ganassi Racing     | Honda     | 1:01.4680  | 96,343 | SCHNELLSTEN SECHS    |
| 7    | 18  | Rinus VeeKay        | Dale Coyne Racing       | Honda     | 1:00.7208  | 97,528 | SCHNELLSTEN ZWÖLF    |
| 8    | 3   | Scott McLaughlin    | Team Penske             | Chevrolet | 1:00.7599  | 97,466 | SCHNELLSTEN ZWÖLF    |
| 9    | 12  | Will Power          | Team Penske             | Chevrolet | 1:00.7857  | 97,424 | SCHNELLSTEN ZWÖLF    |
| 10   | 9   | Scott Dixon         | Chip Ganassi Racing     | Honda     | 1:01.1595  | 96,829 | SCHNELLSTEN ZWÖLF    |
| 11   | 66  | Marcus Armstrong    | Meyer Shank Racing      | Honda     | 1:01.2434  | 96,696 | SCHNELLSTEN ZWÖLF    |
| 12   | 21  | Christian Rasmussen | Ed Carpenter Racing     | Chevrolet | 1:01.5312  | 96,244 | SCHNELLSTEN ZWÖLF    |
| 13   | 28  | Marcus Ericsson     | Andretti Global         | Honda     | 1:01.3816  | 96,478 | OUT RUNDE1 / GRUPPE1 |
| 14   | 45  | Louis Foster        | RLL                     | Honda     | 1:01.2089  | 96,751 | OUT RUNDE1 / GRUPPE2 |
| 15   | 60  | Felix Rosenqvist    | Meyer Shank Racing      | Honda     | 1:01.4149  | 96,426 | OUT RUNDE1 / GRUPPE1 |
| 16   | 20  | Alexander Rossi     | Ed Carpenter Racing     | Chevrolet | 1:01.4307  | 96,401 | OUT RUNDE1 / GRUPPE2 |
| 17   | 90  | Callum Ilott        | Prema Racing            | Chevrolet | 1:01.4637  | 96,350 | OUT RUNDE1 / GRUPPE1 |
| 18   | 5   | Pato O’Ward         | Arrow McLaren           | Chevrolet | 1:01.6819  | 96,009 | OUT RUNDE1 / GRUPPE2 |
| 19   | 8   | Kyffin Simpson      | Chip Ganassi Racing     | Honda     | 1:01.5558  | 96,205 | OUT RUNDE1 / GRUPPE1 |
| 20   | 51  | Jacob Abel          | Dale Coyne Racing       | Honda     | 1:01.7311  | 95,932 | OUT RUNDE1 / GRUPPE2 |
| 21   | 14  | Santino Ferrucci    | A.J. Foyt Racing        | Chevrolet | 1:01.5797  | 96,168 | OUT RUNDE1 / GRUPPE1 |
| 22   | 83  | Robert Shwartzman   | Prema Racing            | Chevrolet | 1:01.8499  | 95,748 | OUT RUNDE1 / GRUPPE2 |
| 23   | 30  | Devlin DeFrancesco  | RLL                     | Honda     | 1:01.6040  | 96,130 | OUT RUNDE1 / GRUPPE1 |
| 24   | 2   | Josef Newgarden     | Team Penske             | Chevrolet | 1:02.2055  | 95,201 | OUT RUNDE1 / GRUPPE2 |
| 25   | 76  | Conor Daly          | Juncos Hollinger Racing | Chevrolet | 1:02.1682  | 95,258 | OUT RUNDE1 / GRUPPE1 |
| 26   | 77  | Sting Ray Robb      | Juncos Hollinger Racing | Chevrolet | 1:02.4053  | 94,896 | OUT RUNDE1 / GRUPPE2 |
| 27   | 6   | Nolan Siegel        | Arrow McLaren           | Chevrolet | 1:08.3196  | 86,681 | OUT RUNDE1 / GRUPPE2 |

Anmerkung: Der fünftplatzierte Graham Rahal (RLL) und der zehntplatzierte Scott Dixon (Chip Ganassi Racing) bekamen eine Grid-Strafe wegen unerlaubten Motorenwechsels. Rahal startete als 11. und Dixon als 16. ins Rennen.

### Endergebnis
Der zweitplatzierte Santino Ferrucci vom Team A. J. Foyt Racing erhielt aufgrund eines zu niedrigen Gewichts des Fahrers (inkl. Helm, HANS-System und Handschuhe 97,5 Kilo oder 195 Pfund, Toleranz +0,5 Kilo) eine Strafe in Form eines 25 Punkteabzugs und eine Geldstrafe von 25.000 US-Dollar. Außerdem verlor Ferrucci einen Bonuspunkt für eine Führungsrunde in der Fahrer-Meisterschaft und alle Punkte in der Team- und Motorenwertung wurden gestrichen.
| Pos. | Nr. | Fahrer                | Team                    | Motor     | Zeit/Rückstand               | Rd. | Frd. | Stopps | Start | Pt. |
| ---- | --- | --------------------- | ----------------------- | --------- | ---------------------------- | --- | ---- | ------ | ----- | --- |
| 1    | 27  | Kyle Kirkwood         | Andretti Global         | Honda     | 2:00:20.0264 Std. 82,022 mph | 100 | 48   | 4      | 3     | 53  |
| 2    | 14  | Santino Ferrucci      | A. J. Foyt Racing       | Chevrolet | 3,5931 Sek.                  | 100 | 8    | 4      | 21    | 15  |
| 3    | 26  | Colton Herta          | Andretti Global         | Honda     | 4,9427                       | 100 | 11   | 4      | 1     | 37  |
| 4    | 12  | Will Power            | Team Penske             | Chevrolet | 5,4488                       | 100 | 1    | 4      | 9     | 33  |
| 5    | 8   | Kyffin Simpson        | Chip Ganassi Racing     | Honda     | 6,2189                       | 100 |      | 4      | 19    | 30  |
| 6    | 66  | Marcus Armstrong      | Meyer Shank Racing      | Honda     | 8,5237                       | 100 |      | 5      | 11    | 28  |
| 7    | 5   | Pato O’Ward           | Arrow McLaren           | Chevrolet | 9,1683                       | 100 | 3    | 4      | 18    | 27  |
| 8    | 7   | Christian Lundgaard   | Arrow McLaren           | Chevrolet | 9,7823                       | 100 |      | 4      | 4     | 24  |
| 9    | 2   | Josef Newgarden       | Team Penske             | Chevrolet | 18,7691                      | 100 |      | 3      | 24    | 22  |
| 10   | 20  | Alexander Rossi       | Ed Carpenter Racing     | Chevrolet | 19,4492                      | 100 |      | 4      | 16    | 20  |
| 11   | 9   | Scott Dixon           | Chip Ganassi Racing     | Honda     | 19,9431                      | 100 | 2    | 4      | 10    | 20  |
| 12   | 3   | Scott McLaughlin      | Team Penske             | Chevrolet | 20,4172                      | 100 | 3    | 5      | 8     | 19  |
| 13   | 28  | Marcus Ericsson       | Andretti Global         | Honda     | 20,7988                      | 100 |      | 4      | 13    | 17  |
| 14   | 4   | David Malukas         | A. J. Foyt Racing       | Chevrolet | 21,5169                      | 100 |      | 5      | 2     | 16  |
| 15   | 77  | Sting Ray Robb        | Juncos Hollinger Racing | Chevrolet | 22,1711                      | 100 |      | 4      | 26    | 15  |
| 16   | 83  | Robert Shwartzman (R) | Prema Racing            | Chevrolet | 29,0575                      | 100 |      | 4      | 22    | 14  |
| 17   | 76  | Conor Daly            | Juncos Hollinger Racing | Chevrolet | 33,6641                      | 100 |      | 4      | 25    | 13  |
| 18   | 51  | Jacob Abel (R)        | Dale Coyne Racing       | Honda     | 48,9180                      | 100 |      | 6      | 20    | 12  |
| 19   | 6   | Nolan Siegel (R)      | Arrow McLaren           | Chevrolet | 2 Rd.                        | 98  |      | 7      | 27    | 11  |
| 20   | 15  | Graham Rahal          | RLL                     | Honda     | 2 Rd.                        | 97  |      | 5      | 5     | 10  |
| 21   | 60  | Felix Rosenqvist      | Meyer Shank Racing      | Honda     | Unfall                       | 83  | 2    | 5      | 15    | 10  |
| 22   | 45  | Louis Foster (R)      | RLL                     | Honda     | Defekt                       | 83  | 1    | 3      | 14    | 9   |
| 23   | 30  | Devlin DeFrancesco    | RLL                     | Honda     | Defekt                       | 83  |      | 7      | 23    | 7   |
| 24   | 21  | Christian Rasmussen   | Ed Carpenter Racing     | Chevrolet | Defekt                       | 80  | 21   | 3      | 12    | 7   |
| 25   | 10  | Alex Palou            | Chip Ganassi Racing     | Honda     | Unfall                       | 72  |      | 3      | 6     | 5   |
| 26   | 90  | Callum Ilott          | Prema Racing            | Chevrolet | Unfall                       | 66  |      | 3      | 17    | 5   |
| 27   | 18  | Rinus VeeKay          | Dale Coyne Racing       | Honda     | Defekt                       | 6   |      | 0      | 7     | 5   |

(R)=Rookie / 5 Gelbphasen für insgesamt 19 Rd. / alle Starter auf Firestone-Reifen